# Księga Powtórzonego Prawa
Księga Powtórzonego Prawa  [Pwt] (hebr. דברים Dwarim, słowa; gr. Δευτερονόμιον, Powtórzone Prawo; łac. Deuteronomium) – ostatnia, piąta księga Tory. Zawiera m.in. przepisy prawa, które Bóg podyktował Mojżeszowi na górze Horeb (tzw. kodeks deuteronomiczny), poprzedzone Dekalogiem. W księdze tej umieszczony jest również hymn Mojżesza. Księga Powtórzonego Prawa kończy się śmiercią Mojżesza i wkroczeniem Izraelitów do Ziemi Obiecanej. Dalsze wydarzenia opisuje Księga Jozuego. Przepisy prawne z Księgi Powtórzonego Prawa uważane są za najstarszą część Pięcioksięgu.

## TreśćKsięgi Powtórzonego Prawa
- Pierwsza mowa Mojżesza
  - rozkaz opuszczenia Synaju
  - ustanowienie sędziów
  - w Kadesz-Barnea
  - wysłanie zwiadowców
  - bunt ludu i kara
  - nieskuteczna wyprawa
  - ostrzeżenia dotyczące Edomitów, Moabitów i Ammonitów
  - zwycięstwo nad Sichonem
  - wojna z Ogiem, królem Baszanu
  - podział Zajordania
  - zarządzenia Mojżesza
  - zachowanie przykazań mądrością
  - o unikaniu bałwochwalstwa
  - odstępstwo powodem utraty ziemi
  - wielkość Bożego wybrania
  - Miasta Ucieczki
- Druga mowa Mojżesza
  - Dziesięcioro Przykazań
  - Mojżesz pośrednikiem
  - miłość Boga
  - Izrael narodem wybranym
  - wybranie dowodem umiłowania Bożego
  - potęga Boga Jahwe
  - próba na pustyni
  - zwycięstwo darem Boga
  - bałwochwalstwo na Synaju
  - modlitwa Mojżesza z powodu występków Izraela
  - Arka Przymierza, wybór Lewiego
  - obrzezanie serca
  - Boże miłosierdzie
  - błogosławieństwo w Palestynie
- Kodeks deuteronomiczny
  - miejsce kultu
  - ofiary, dziesięciny i ubój
  - kult kananejski
  - bałwochwalstwo, inne zabobonne praktyki
  - podział zwierząt na czyste i nieczyste
  - roczne dziesięciny
  - dziesięciny trzyletnie
  - rok szabatowy
  - pierworodne ze zwierząt
  - Święto Pesach
  - Święto Tygodni
  - Święto Namiotów
  - pielgrzymki
  - sędziowie
  - nadużycia w zakresie kultu
  - sądy lewickie
  - królowie
  - kapłani-lewici
  - kulty potępione
  - prawo zemsty i miasta ucieczki
  - słupy graniczne
  - świadkowie i prawa odwetu
  - wojna
  - zdobywanie miast
  - przypadek nieznanego mordercy
  - małżeństwo i rodzina
  - kara powieszenia
  - znaleziona zguba
  - świętość małżeństwa
  - wyłączenie ze społeczności Izraela
  - czystość obozu Izraelitów
  - rozwód
  - ochrona słabych
  - chłosta
  - dobroć dla zwierząt
  - prawo lewiratu
  - przyzwoitość
  - chciwość w handlu
  - wypędzenie Amalekitów
  - pierwociny
  - dziesięciny trzeciego roku
- Spisanie Prawa
- Błogosławieństwa i przekleństwa
- Trzecia mowa Mojżesza
  - przekleństwo za występki
  - pomoc Boga a niewdzięczność ludu
  - wierność wobec przymierza
  - powrót z niewoli
  - dwie drogi
- Ostatnie polecenia Mojżesza
  - Jozue następcą Mojżesza
  - obrzędowe czytanie Prawa
  - pouczenia Pańskie
  - Księga Prawa obok arki
- Hymn Mojżesza
- Zapowiedź śmierci Mojżesza
- Błogosławieństwa Mojżesza
- Śmierć Mojżesza

## Historia kompozycji
W 1806 roku Wilhelm Martin Leberecht de Wette zauważył, że przepisy prawne i kultowe z rozdziałów 12-26 Księgi Powtórzonego Prawa odpowiadają reformie króla Jozjasza, datowanej na 622 rok p.n.e. i opisanej w rozdziale 23 2 Księgi Królewskiej. De Wette uznał, że księga powstała dla uzasadnienia centralizacji państwa i ustanowienia wyłącznego kultu jerozolimskiego boga Jahwe. W XX wieku zauważono, że tekst przymierza, jakie Bóg zawarł z Mojżeszem, wzorowany był na ówczesnych traktatach asyryjskich.
Księga była później rozbudowywana o kolejne elementy - dodano do niej między innymi Dekalog. Jej bezpośrednią kontynuację stanowi Księga Jozuego. Księgi od Powtórzonego Prawa do Drugiej Księgi Królewskiej tworzą tak zwaną "historię deuteronomistyczną", napisaną przez autorów o zbliżonym stylu i światopoglądzie. Przedmiotem kontrowersji pozostaje, czy historia deuteronomistyczna powstawała niezależnie od pozostałych ksiąg Pięcioksięgu (zwanych też Tetrateuchem, a więc Czteroksięgiem) aż do momentu ostatecznej redakcji Tory (jak chciał Martin Noth).

## Teologia deuteronomiczna
Teologia deuteronomiczna ukształtowała się prawdopodobnie pod wpływem proroków z królestwa północnego. W centrum Księgi Powtórzonego Prawa stoi przymierze, jakie Bóg zawarł z Mojżeszem na górze Horeb (przez późniejszych autorów Pięcioksięgu zwanej górą Synaj). Przymierze ma charakter warunkowy: Bóg będzie stał po stronie Żydów tak długo, jak będą przestrzegać jego prawa i bilateralny. W rezultacie pierwsi prorocy okresu wygnaniowego tłumaczyli niewolę babilońską właśnie złamaniem przymierza.